# Agrostis crinita
Agrostis crinita é uma espécie de gramínea do gênero Agrostis, pertencente à família Poaceae.